# Kenneth Hess
Kenneth Lafferty Hess (né le 22 janvier 1953) est un ingénieur, auteur, entrepreneur et philanthrope. Hess est le fondateur et président de Science Buddies, une organisation à but non lucratif destinée à la promotion de la culture scientifique par la création de ressources et de services gratuits pour les élèves, les enseignants et les familles de la maternelle à la terminale. Il détient l'un des premiers brevets logiciels jamais accordés et a conçu et/ou développé des dizaines de logiciels commerciaux, de contenus et de produits Internet, y compris Family Tree Maker, l'un des programmes logiciels domestiques les plus vendus de tous les temps. Parmi ses récompenses figurent un Editor's Choice du magazine PC, un Top 100 Web Site du magazine PC, un prix Codie et un Science Prize for Online Resources in Education (SPORE).

## Science Buddies
En classe de troisième, le projet de foire scientifique de Hess consistait à utiliser une machine à rayons X de dentiste pour tester une chambre à brouillard qu'il avait construite. Hess s'intéressait à l'observation des traces des particules radioactives lorsqu'elles se déplaçaient dans la chambre. Plus tard, en tant que parent, Hess a observé le succès et le plaisir de sa fille dans le processus de la foire scientifique.
En même temps, il a reconnu que de nombreux élèves manquent des ressources et du soutien nécessaires pour tirer le maximum de bénéfices éducatifs d'un projet de foire scientifique. Avec pour objectif de soutenir les élèves de tous horizons (ainsi que leurs enseignants, parents et écoles) dans la réalisation de projets de recherche scientifique, Hess a fondé Science Buddies en 2001 sous l'égide de la Kenneth Lafferty Hess Family Charitable Foundation. (L'organisation a officialisé son changement de nom en Science Buddies en 2010). 
Depuis la création de Science Buddies, Hess a dirigé l'organisation dans la création d'une bibliothèque innovante de ressources conçues pour enrichir et soutenir l'éducation scientifique. Ces ressources incluent plus de 1000 idées de projets vérifiées par des scientifiques dans plus de 30 domaines scientifiques, un Assistant de Sélection de Sujet pour aider les élèves à trouver des projets de science et d'ingénierie passionnants et appropriés, des outils et des matériaux pour une utilisation en classe, des guides pour aider les administrateurs de foires scientifiques, et un guide complet de projet pour aider les élèves à toutes les étapes de la réalisation d'un projet scientifique ou d'ingénierie. En 2010, 9,8 millions de personnes uniques ont visité le site web de Science Buddies, un nombre équivalent à environ 18 % des élèves américains de la maternelle à la terminale.
En témoignage de la qualité des ressources mises en place et développées par Hess chez Science Buddies pour répondre aux besoins des éducateurs de la maternelle à la terminale et pour aider à combler le fossé entre les chercheurs et les élèves, Science Buddies a reçu le prestigieux Science Prize for Online Resources in Education (SPORE) en avril 2011. Les prix SPORE sont décernés par Science et l'American Association for the Advancement of Science (AAAS).

## Carrière
Avant de lancer sa première entreprise, Hess a travaillé chez Intel Corporation, Teradyne, Hewlett-Packard et Symantec. Il a fondé Banner Blue Software en 1984. Exploitant l'intérêt croissant de la société pour la généalogie et les ancêtres personnels, Banner Blue a développé Family Tree Maker, un logiciel de généalogie qui permettait aux utilisateurs de localiser et d'organiser des informations ancestrales. Au cours du premier semestre de 1996, Family Tree Maker était l'une des trois gammes de produits de productivité personnelle les plus vendues, selon PC Data. Banner Blue a également développé Org Plus, un outil pour créer des organigrammes d'entreprise. Une version d'Org Plus, étiquetée Microsoft Organization Chart, a été intégrée dans les copies de Microsoft Office pendant de nombreuses années. Hess a écrit les versions initiales de Family Tree Maker et d'Org Plus et a conçu la version initiale de Family Tree Maker Online.
Le succès de Hess avec Banner Blue Software a été un exercice de "bootstrapping". En lançant l'entreprise avec un investissement personnel de 20 000 dollars, Hess a développé Banner Blue Software en une entreprise de 100 employés avec des ventes annuelles de 25 millions de dollars (et environ 2 millions de copies de Family Tree Maker vendues) lorsque Broderbund Software, Inc. l'a acquise en 1995 . Hess a décrit le succès de Banner Blue et son approche de "bootstrapping" dans son livre Bootstrap: Lessons Learned Building a Successful Company from Scratch.
En 1999, Hess a cofondé Pocket Express, une entreprise qui concevait et fabriquait des logiciels pour les ordinateurs de poche Palm. La gamme de produits de Pocket Express a été vendue à Handmark, Inc. en 2002.

### Vol spatial suborbital sur New Shepard
En 2024, Hess a été sélectionné pour une mission de vol spatial suborbital à bord du New Shepard NS-25 de Blue Origin prévue en mai 2024. Les autres membres de l'équipage sont Mason Angel, Sylvain Chiron, Carol Schaller, Thotakura Gopichand et Ed Dwight, un ancien capitaine de l'US Air Force.

## Jeunesse et éducation
Hess est né à Warren, Ohio, de Phyllis Lafferty Hess et Richard Morton Hess. Après avoir obtenu son diplôme de Howland High School en 1971, Hess a fréquenté l'Université de Stanford où il a obtenu un BS en ingénierie. Son cursus était interdisciplinaire, mettant l'accent sur l'ingénierie, l'informatique et les sciences politiques. Après Stanford, Hess a obtenu un MBA de Harvard.

## Famille et loisirs
Hess et sa femme, Constance, ont une fille, Amber. Les intérêts personnels de Hess incluent la photographie et l'astronomie. Combinant son intérêt pour la photographie, l'astrophotographie et la culture scientifique, Hess a rédigé les ressources et matériaux suivants pour Science Buddies :
- Test des objectifs d'appareil photo
- The Golden State Star Party, Science Buddies Blog
- The Golden State Star Party - II, Science Buddies Blog
- The Golden State Star Party - III, Science Buddies Blog